# Clixon
El clixon es un interruptor termostático, una protección térmica compuesta por un bimetal, que cuando llega a una determinada temperatura, salta, cortando el paso de corriente. Cuando las condiciones de temperatura vuelven a ser idóneas vuelve por sí mismo a su posición inicial. El clixon se aplica en los aparatos eléctricos, tales como lavadoras, lavaplatos, tostadoras o cafeteras o aparatos a gas tales como calderas o calentadores. El clixon se puede aplicar también en neveras para eliminar las provisiones del compresor (en caso de que estén demasiado altas). El clixon está originado por el fabricante americano Klixon (actual componente de las tecnologías de Sensata), que fabrica estos termostatos.
- Datos: Q2550852